# EA/EB型柴油机车
EA/EB型柴油机车是美国通用汽车电气动力公司（EMC）设计制造的一款干线客运柴油机车，也是电气动力公司在干线柴油机车市场的第一款产品。1937年5月至1938年6月期间，电气动力公司共生产了6组EA/EB型柴油机车，全部交付巴爾的摩與俄亥俄鐵路使用，主要担当“皇室蓝号”、“国会特快号”“国家特快号”旅客列车的牵引任务。

## 开发背景
最初以生产汽油轨道车辆为主要业务的电气动力公司，于1930年连同温顿发动机公司被通用汽车公司收购之后 ，决定放弃发展汽油客车并将重心转移至柴油机车。1933年，通用汽车成功研制了8气缸、直立式、600马力的8-201型二冲程柴油机，同时还试制了12气缸、V形排列的12-201A型柴油机，交付美国海军及用于潜艇推进动力的试验。1934年，经过改良的8-201A型柴油机被率先装用于伯灵顿铁路的先鋒者微風號列車，这列流线型快速旅客列车的面世成为当时在美国轰动一时的新闻，不久之后包括联合太平洋铁路、缅因州中央铁路等铁路公司，亦相继订购了类似的列车并投入营运。
这些早期的柴油动车组列车可算是相当成功的产品，这些列车以可靠表现和优越性能，为柴油机车展示了巨大的发展前景。一些铁路公司比如巴爾的摩與俄亥俄鐵路、艾奇遜，托皮卡和聖塔菲鐵路等，亦开始希望电气动力公司为他们研制干线柴油机车，而不仅仅是固定编组的列车组，以取代运用成本较高且检修维护复杂的蒸汽机车。事实上，当时在设计和生产电力传动柴油机车方面，电气动力公司没有任何基础可言，因此通用汽车于1935年初决定在伊利诺伊州的拉格兰奇兴建新的机车制造厂，这家工厂最初仅负责制造机车车体和转向架等机械部分，而柴油机则来自与之合作的温顿发动机公司，其他部件仍然来自原本的厂商，但很快拉格兰奇工厂就将业务扩展到整台机车所有零部件的制造领域。
1937年，电气动力公司同时推出三款大同小异的干线客运柴油机车，分别是为巴爾的摩與俄亥俄鐵路提供的EA/EB型柴油机车、为聖塔菲鐵路提供的E1型柴油机车，以及为联合太平洋铁路、芝加哥和西北鐵路、南太平洋鐵路提供的E2型柴油机车。每组机车是由一节设有司机室的A节机车，和一节无司机室的B节机车固定重联而成，机车采用整体承载结构的棚式车体。作为老牌汽车制造商的通用汽车深知车辆外形设计的重要性，因此在这三款柴油机车均采用了创新的流线型外形，其中EA/EB、E1型柴油机车使用俗称为“斜鼻子”（slant nose）的车头，而E2型柴油机车则使用俗称为“斗牛犬”（bulldog nose）的车头。
每节机车装有两组完全相同的900马力柴油发电机组，采用两台温顿发动机公司的12-201A型二冲程柴油机。电传动系统由两台D4型直流牵引发电机和四台D7型直流牵引电动机组成，机车单节功率为1800马力，A节机车还设有电阻制动装置。每节机车均采用A1A-A1A轴式配置，走行部为两台布贝格式三轴转向架，转向架的中间轴没有牵引电动机。这种转向架由工程师马丁·布贝格设计，车体重量通过中心销、摇枕、构架等部件由两台转向架承担，这种转向架以后成为了易安迪E系列、F系列柴油机车的标准转向架。

## 车辆保存
- EA 51号机车被保存于馬里蘭州巴爾的摩的巴尔的摩与俄亥俄铁路博物馆（英语：B&O Railroad Museum）。